# Krysa skalní
Krysa skalní (Petromus typicus) je jediný známý zástupce rodu Petromus a čeledi krysy skalní (Petromuridae) z podřádu dikobrazočelistní (Hystricomorpha), infrařádu Hystricognathi.
Jsou to středně velcí býložraví hlodavci s delším ocasem, přizpůsobení k životu ve skalách, které opouštějí jen při cestách za potravou.

## Výskyt
Krysy skalní žijí v jižní Angole, Namibii a na severozápadě Jihoafrické republiky. Obývají skalnaté horské oblasti do výšky 1200 m n. m.

## Taxonomie
Čeleď skalních krys (Petromuridae) zahrnuje pouze jediný rod s jedním druhem:
- řád Rodentia – hlodavci
  - podřád Hystricomorpha – dikobrazočelistní
    - čeleď Petromuridae – krysy skalní
      - rod Petromus
        - druh Petromus typicus – krysa skalní

Je uváděno celkem 15 poddruhů.
Přes své jméno nejsou krysy skalní blízce příbuzné krysám z čeledi myšovitých (Muridae). Nejpříbuznější jim jsou řekomyši z čeledi Thryonomyidae.

## Vzhled
Krysy skalní jsou středně velcí hlodavci. Vnějším vzhledem se trochu podobají veverkám, ale nemají tak huňatý ocas. Jejich tělo je 140–200 mm dlouhé, ocas 80–140 mm. Váží 100–300 g. Jejich srst je jemná, nemá však podsadu, a proto jednotlivé chlupy, které vyrůstají ve svazcích po třech až pěti, ze srsti trčí. Barva srsti se mění podle toho, na jakých skalách žijí: svrchní část je tmavě nebo světle šedá, někdy se žlutým nádechem, spodní pak světle šedá nebo žlutavá. Ocas je porostlý dlouhými chlupy; jeho zadní část je obvykle černá.
Chodidla jsou krátká. Na přední tlapě mají čtyři prsty, na zadní pět. Jejich zubní vzorec je
- 1.0.3.1
- 1.0.3.1

celkem tedy mají 20 zubů. Uši jsou menší, kulaté, boltce neodstávají od těla.
Samice mají obvykle tři páry mléčných žláz umístěných po stranách těla, ale vyskytují se i jedinci s dvěma páry.

## Způsob života

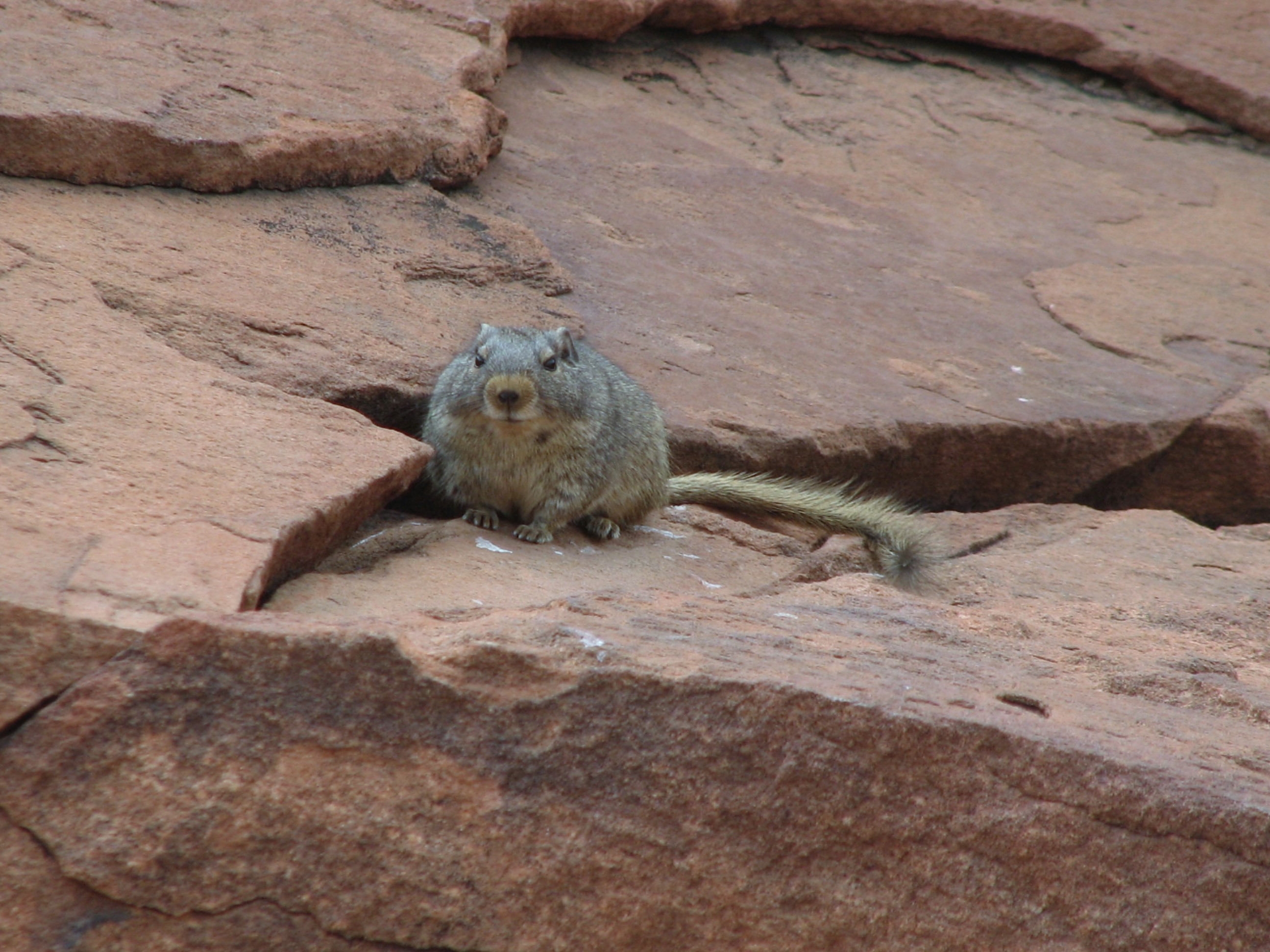
Krysa skalní ve svém typickém prostředí

Krysy skalní se vyskytují samy nebo v párech. Rády si hrají se stébly trávy nebo jinou potravou. V noci se skrývají ve skalních rozsedlinách. Díky tělesné konstituci se dokáží dostat i do velmi úzkých štěrbin. Přes den, pokud se nevydávají za potravou, se na skalách často sluní, ale i v těchto případech si vybírají místa pod skalními převisy, kde jsou chráněni před dravými ptáky.
Po skalách se pohybují obvykle během, skáčou málo. Svoje ukryty opouštějí přes den, většinou ráno nebo pozdě odpoledne, ale někdy vycházejí na pastvu i po západu Slunce.
Jsou vegetariáni, konzumují různý rostlinný materiál včetně semen a bobulí.
Páření probíhá na začátku místního léta v listopadu a prosinci. Samice rodí v lednu, před příchodem dešťů. Obvykle mívají jen jeden vrh ročně, ve kterém bývají 1–2 mláďata. Ta se rodí velká, dobře vyvinutá a osrstěná.

## Stupeň ohrožení
Krysa skalní je podle Červeného seznamu ohrožených druhů zařazena mezi málo dotčené druhy – v současnosti tedy není nijak ohrožena.